# Mathilde Weber
Mathilde Weber, z domu Walz (ur. 16 sierpnia 1829 w Tybindze; zm. 22 czerwca 1901 tamże) – niemiecka bojowniczka o prawa kobiet i pracownica socjalna.

## Życiorys
Mathilde Walz urodziła się w Tybindze, a dzieciństwo spędziła wraz z trojgiem młodszego rodzeństwa w majątku pod Ellwangen. Otrzymała tam od rodziców, w porównaniu z innymi dziewczętami w ówczesnym czasie, niezwykle staranne wykształcenie. Jej ojciec specjalnie w tym celu złożył egzamin nauczyciela szkoły podstawowej. Później Mathilde uczęszczała do „wyższej szkoły żeńskiej” w Ellwangen.
W roku 1851 poślubiła ekonoma rolnego Heinricha von Webera. W roku 1854 powołany on został na profesora leśnictwa i rolnictwa na Uniwersytecie w Tybindze, a w roku 1858 zawarł umowę dzierżawy na majątek Bläsiberg pod Tybingą.
Mathilde Weber zetknęła się po raz pierwszy z mieszczańskim ruchem kobiecym w 1869 roku. Jako pierwsza Niemka z Południa przybyła na roczne zebranie utworzonej w Lipsku w 1865 r. organizacji Powszechne Niemieckie Zrzeszenie Kobiece. Została wybrana do jej zarządu, którego członkiem pozostała do roku 1900.

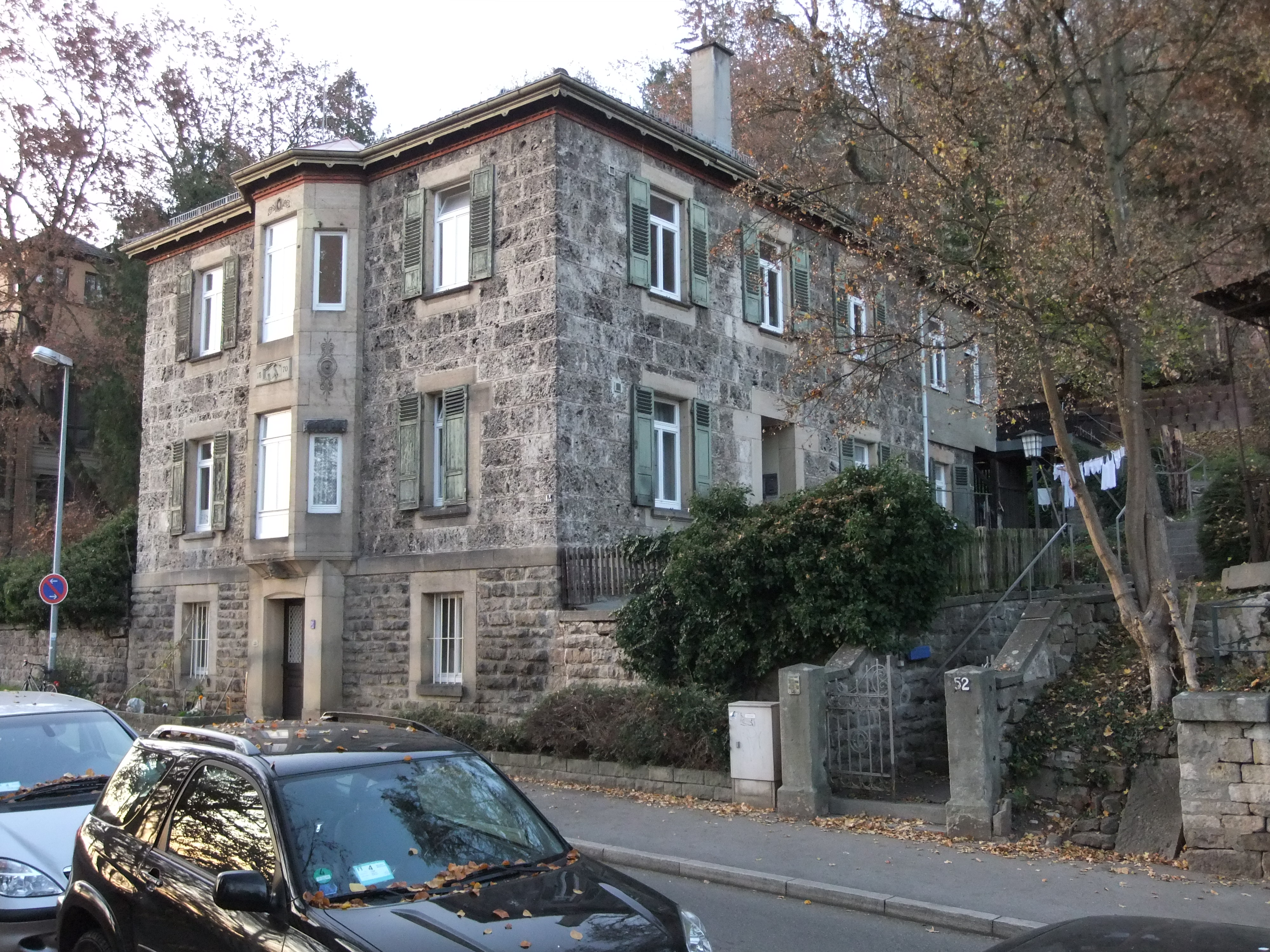
Dom Mathilde Weber przy Neckarhalde 52, stan z r. 2011

W roku 1870 małżeństwo Weberów przeprowadziło się do nowo zbudowanego domu przy Neckarhalde 52 w Tybindze, gdzie Mathilde Weber mieszkała do śmierci. Po przeprowadzce stała się współzałożycielką „stowarzyszenia sanitarnego“ i główną stwórczynią szkoły zawodowej dla kobiet w Tybindze, poprzedniczki dzisiejszej Mathilde-Weber-Schule. Podobnie jak Ottilie Wildermuth i wiele innych kobiet, podpisała orędzie założycielskie tej szkoły.
Po początkowej powściągliwości w roku 1879 Weber podjęła się w ramach Powszechnego Niemieckiego Zrzeszenia Kobiecego wygłaszania częstych prelekcji na zjazdach kobiet. W roku 1880 w gazecie Tübinger Chronik wezwała do stworzenia Stowarzyszenia pomocy i zatrudniania ubogich (niem. Hilfs- und Armenbeschäftigungsverein). Zysk z prelekcji i bazarów przeznaczyła w roku 1886 na urzeczywistnienie przedsięwzięcia zabezpieczenia starości samotnym ubogim kobietom. Na działce oddanej do dyspozycji przez miasto (na rogu dzisiejszych ulic Belthlestraße i Weberstraße) powstał podwójny dom z małymi, tanimi mieszkaniami. Nazywano go Jägerstift od nazwiska zmarłej w tym samym roku córki profesora, która swoją spuścizną utworzyła kapitał startowy tego przedsięwzięcia. Ze względu na wielkie zainteresowanie już w cztery lata po jego otwarciu (1890) Mathilde Weber uruchomiła drugi taki dom dla kobiet, tzw. Weberstift przy ulicy nazwanej później jej imieniem - Weberstraße, w roku 1896 trzeci -Mathildenstift przy Hechinger Straße.

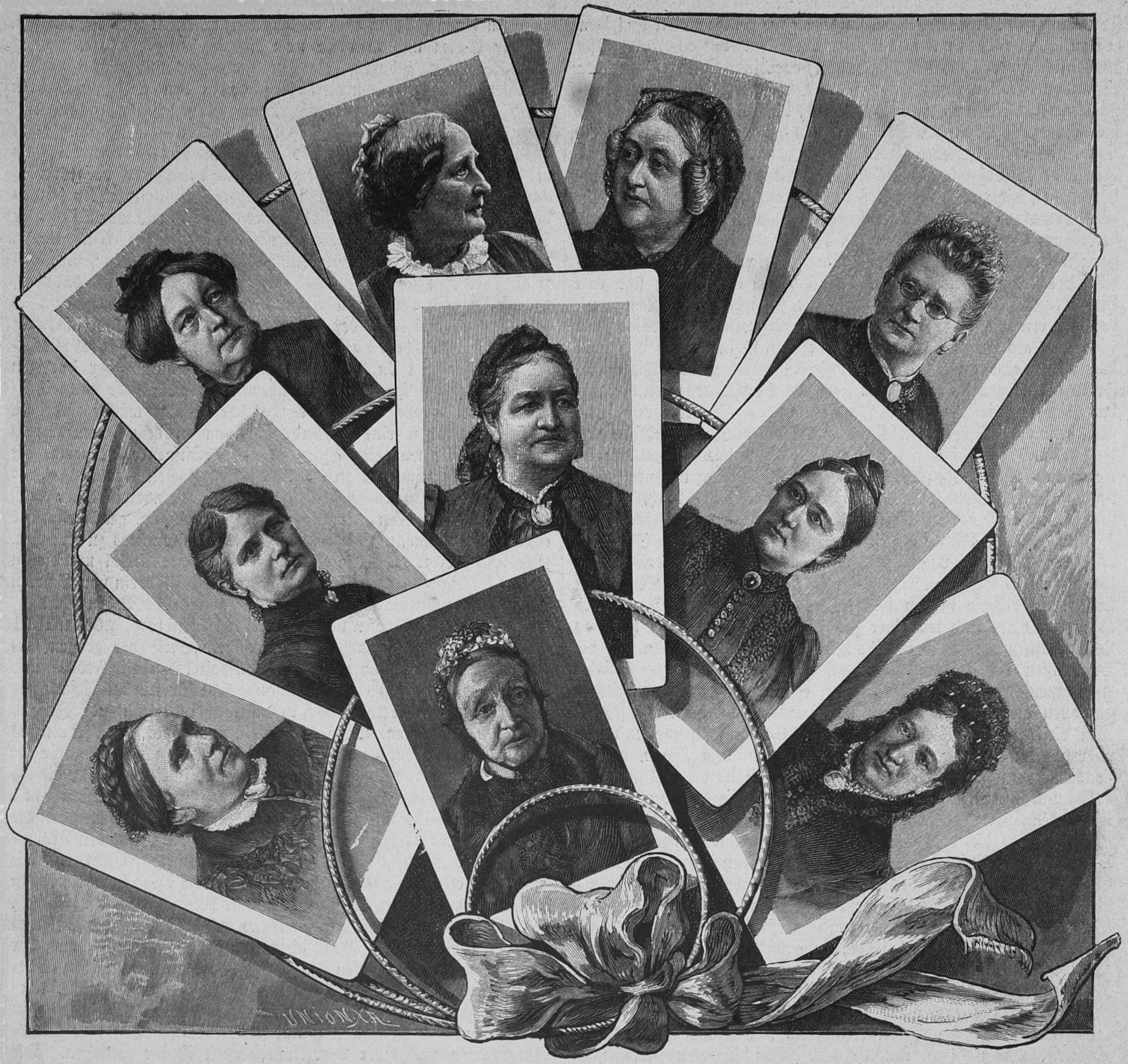
„Przywódczynie ruchu kobiecego w Niemczech“, ilustracja z czasopisma Die Gartenlaube 1894 - M. Weber jest w górnym rzędzie druga od lewej

Oprócz tego od roku 1887 Mathilde Weber prowadziła działalność publicystyczną. Obok Reisebriefe (Listów z podróży) i Plaudereien (Pogaduszek) ukazała się jej najważniejsza rozprawa Ärztinnen für Frauenkrankheiten, eine ethische und sanitäre Notwendigkeit (Lekarki chorób kobiecych – konieczność etyczna i sanitarna), której celem było utorowanie kobietom dostępu do studiów medycyny. Pismo to złożone zostało w formie petycji w Reichstagu i we wszystkich Landtagach, spotkało się jednak z ogólną dezaprobatą. Jej przyczyn Mathilde Weber upatrywała w mężczyznach „którzy nie potrafią uwolnić się z więzów przyzwyczajenia i tradycji“.
W roku 1888 Powszechne Niemieckie Zrzeszenie Kobiece wystosowało petycję do wszystkich rządów niemieckich, w której żądało otwarcia dostępu do zawodu lekarskiego i niezbędnego w tym celu otwarcia uniwersytetów dla kobiet. Do petycji dołączono rozprawę Mathilde Weber. Wszystkie rządy krajowe załatwiły ją odmownie.
Włączone w dyskusję Królewskie Kolegium Medyczne (Königliches Medizinal-Kollegium) zaleciło, by zamiast lekarek kształcić wykwalifikowane położne. Wprawdzie nie odmawiano kobietom zdolności do studiów medycznych – nawet jeśli „niewielu umysłowo wyżej stojącym“ kobietom zarzucano niechlujstwo i brak kobiecości – ale odmawiano im zdolności do wykonywania zawodu lekarza.
To drobne ustępstwo wkrótce jednak zostało anulowane, bo – jak to wyraził Walcher, rzecznik Kolegium Medycznego i siostrzeniec Mathilde Weber – należy uważać za „obowiązek wszystkich elementów zachowawczych dzisiejszego społeczeństwa“, by „partii wywrotowej, jaką w konsekwencji jest partia emancypacji kobiet, przeciwstawić się całą siłą, nawet jeśli by się to miało nie powieść, by powstrzymać ruch, który dla dzisiejszego społeczeństwa jest równie niebezpieczny i zagraża mu w tym samym stopniu, co dążący do podobnych celów socjaliści i nihilizm.“
W roku 1890 zmarł mąż Mathilde, Heinrich von Weber, który stale wspierał ją w jej działaniach i towarzyszył jej na walnych zebraniach Powszechnego Niemieckiego Zrzeszenia Kobiecego.
Kiedy w roku 1891 kwestią studiów kobiet miał zająć się Reichstag, posłowie zareagowali „pełnym rozbawieniem“. Pojedyncze kobiety studiowały już od lat na uniwersytetach niemieckich, ale tylko dzięki specjalnym zezwoleniom jako słuchaczki gościnne (tj. bez immatrykulacji). Takie zezwolenie od króla Wirtembergii dzięki wstawiennictwu brata dziadka, będącego wysokim urzędnikiem państwowym, miała Maria von Linden, która w roku 1892 jako pierwsza kobieta rozpoczęła studia przyrodnicze na Uniwersytecie w Tybindze. Ona postrzegała Mathilde Weber, z którą się regularnie spotykała, jako kobietę „w całości oddaną ruchowi kobiecemu“, która gromadziła „w swym domu nie tylko wszystkie przybywające do Tybingi kobiety pracujące, uczone, czy aktywne politycznie”, „lecz także nieprzerwanie starała się im wyrazić swoje uznanie i je wesprzeć.“
W roku 1899 miasto Tybinga nadało Mathilde Weber tytuł „Wohltäterin der Stadt” (Dobrodziejka miasta). Później jej imieniem nazwano jedną z ulic (Weberstraße) i szkołę zawodową (Mathilde-Weber-Schule [Szkoła im. Mathilde Weber]).
Mathilde Weber zmarła 22 czerwca 1901 r. i została pochowana na Cmentarzu Miejskim w Tybindze. Jej grób został zlikwidowany w 1978 r.